# クピドの悪戯 虹玉
『クピドの悪戯 虹玉』（クピドのいたずら にじだま）は、北崎拓によるSF恋愛漫画で、北崎の恋愛オムニバスシリーズである〈クピドの悪戯〉の第2作、連載作品としては同シリーズ第1作にあたる。また同名テレビドラマ化もされた。
なお、本項では同じく架空の奇病「虹玉」を題材とした〈クピドの悪戯〉シリーズの読切、「虹玉ポンチ」と「虹玉ボンボン」についても記述する。

## 概要
「性を正面から見据えた恋愛漫画」として描かれた読切「虹玉ポンチ」（後述）を元に『週刊ヤングサンデー』（小学館）誌上において2004年42号から2006年18号まで連載。また、外伝として主人公の過去を描いた読切が同誌2005年6月増刊号に掲載されている。単行本はヤングサンデーコミックスより全7巻が発行されており、2009年2月までに続編『さくらんぼシンドローム クピドの悪戯II』全11巻との累計で100万部を越えている。2006年にはテレビドラマ化されている（後述）。
「射精の時に赤い玉が出るとそこで打ち止めになり性的に不能になる」という俗説をモチーフとした架空の奇病「後天性射精機会損失症候群」（通称：虹玉）を発症した童貞の青年である睦月智也を主人公とし、年下の恋人である大倉怜子やかつての同級生である桐生麻美との関係の中で、1人の青年が成長して行く様子を描いた成長物語である。

## あらすじ
中学生時に「童貞と処女で結婚する事」を夢として語っていた板金工睦月智也は、既に夢ではなくなっているにもかかわらず21歳になっても童貞のままであった。
得意先で事務員を務める大倉怜子とのデートの約束を取り付けた睦月は、その晩にオナニーを元同級生のOL桐生麻美に見られてしまい、紫色の玉を射精する。これは「後天性射精機会損失症候群」（通称：虹玉）の症状であり、睦月はあと6回しか射精できない事を意味していた。約束のデートでの失敗により怜子に振られたと思いこんだ傷心の睦月は、一人で居る事に耐えられず台風の中で麻美の元を訪れる。麻美は睦月と体を重ねようとするが、最後の最後で麻美の行動もまた辛い恋に傷ついての物である事に睦月が気付き、未遂に終わる。しかしこの事件をきっかけとして麻美の心は睦月に魅かれて行った。
誤解が判明して交際を再開した睦月と怜子は周囲を騙して2人で泊まりがけの旅行に出かけ、睦月の中学時の夢通りについに童貞と処女同士で結ばれる。残りの虹玉が2発となった事もあり結婚を考え仕事に対しても前向きに考え始めた睦月は、怜子から妊娠の可能性を知らされる。そして不能となった後でも子供が二人を結び続けてくれると信じ、最新機械を導入するために奔走を始める。資金等の目度も付き、ついにプロポーズをした睦月であったが、妊娠していない事が判明した怜子は不安を共有してくれなかった睦月に対して既に冷めていた。怜子との破局で自暴自棄となり、睦月はそれまでの努力を全て不意にする所であったが、別れと共に告げられた麻美の告白によって立ち直る。そして最新機械の搬入が済んだ頃に、麻美と再会する。

## 登場人物
睦月 智也（むつき ともや）
本作の主人公。6月28日生まれ。通称むっちゃん。父親が営む板金工場睦月金属で働く21歳の青年。童貞のまま虹玉を発症する。誰にも知られてはいないが、中学3年時の野外活動の際に寝ていた麻美に顔射してしまった過去を持っているため、麻美に苦手意識を持っている 。
板金工と言う職業は、身近にある故にその価値を見誤っていたが、後に自らの意思によって選択する「親から受け継がれる物」として設定されている。
桐生 麻美（きりゅう あさみ）
睦月の中学校の時の同級生で、 プロバイダ関係の上場企業に勤めるOL。妻子ある男性と不倫関係にあった。智也がトラウマになっている野外活動の際に麻美は寝ている智也にキスしている。台風の夜の出来事をきっかけとして睦月へと魅かれて行く。睦月のことを「むっちゃん」と呼ぶ。12月18日生まれ。
大倉 怜子（おおくら れいこ）
睦月金属の得意先の社長の娘で、実家で事務員を務める19歳の少女。美人で巨乳でもある。去年までは女子高に通っていたこともあり、男性に対する免疫がない。処女と童貞同士で睦月と付き合いはじめる。麻美を意識して睦月を「むっちゃん」とは呼ばず「トモくん」と呼ぶ。4月19日生まれ。
仙堂寺 徳子（せんどうじ とくこ）
『クピドの悪戯』シリーズの狂言回し。本作では西里大学病院で助手を務める女医として登場し、虹玉の解説を行なう。名前の由来は建礼門院徳子から。
前里 浩二（まえさと こうじ）
前里スチールの次男坊で板金工場組合若手連中のリーダー格的存在。智也のことは「むー」と呼んでいる。
杉本 真悠子（すぎもと まゆこ）
浩二の元カノで智也の五つ年上。智也が高校時代に憧れ告白するも振られる。

## 用語
後天性射精機会損失症候群
作中に登場する架空の不治の病。英名「Acquired Ejaculation Opportunity Loss Syndrome」から「A・E・O・L・S」と略される。また、虹と同じ7色の玉を射精するという症状から、虹玉と通称される。発症すると射精の度に小さい玉を同時に発射し、紫から赤までの7色すべての玉を射精すると以降は射精が不能となり、生殖機会を失う。つまり、一度発症する（=紫の玉が出る）と、その後の射精および子作りの機会は6回のみとなる。
「射精の時に赤い玉が出るとそこで打ち止めになり性的に不能になる」という俗説をモチーフとしている。

## テレビドラマ
2006年10月13日から12月22日まで毎週土曜日0:12 - 0:52（金曜日深夜）に、テレビ東京系の「ドラマ24」枠で放送された。なお、本来ドラマ24は12話構成だが該当する12月29日は年末の特別番組があるので最終回は0時12分から1時33分までの2話分の放送となった。
テレビ大阪では10月19日に開始したが、その翌週の放送が特番（日本ハム日本シリーズ優勝祝勝会）で中止されたため、13日遅れで放送されている。その関係で12月21日の放送が2回分連続で放映された。最終回は12月28日に放送。
また、桐生麻美役の北川弘美と、永沢由香役の小川奈那は『嬢王』（2005年10月 - 2005年12月）以来、1年振りのドラマ24枠作品出演となる。
2012年11月3日から2013年1月26日までCS専門チャンネル「チャンネルNECO」にて再放送されていた。

### キャスト
- 桐生 麻美 - 北川弘美
- 睦月 智也 - 高橋良輔
- 大倉 怜子 - 秋山莉奈
- 永沢 由香 - 小川奈那
- 五十嵐 モト子 - 大久保麻梨子
- 黒木 笙 - 鈴木裕樹
- 前里 浩二 - 高杉瑞穂
- 丸山 里香子 - 稲田奈緒
- 杉本 真悠子 - 穂花
- クミ - 仁平裕子
- 大倉 - 有福正志
- 睦月 清正 - ト字たかお
- 永沢 浩之 - 山下徹大
- 仙道寺 徳子 - 川島なお美

### スタッフ
- 原作 - 北崎拓
- 脚本 - 遠藤彩見
- 演出 - 佐藤源太、高丸雅隆、石川淳一、松木創
- オープニング主題歌 - 松田亮治「予感」（EMIミュージック・ジャパン）
- エンディング主題歌 - JUJU「奇跡を望むなら…」（ソニー・ミュージックアソシエイテッドレコーズ）
- プロデューサー - 岡部紳二（テレビ東京）、高橋萬彦、佐藤源太
- 制作 - テレビ東京、共同テレビジョン

### 放送日程
| 話数                                                       | 放送日         | サブタイトル            | 演出     | 視聴率 |
| ---------------------------------------------------------- | -------------- | ----------------------- | -------- | ------ |
| 第1話                                                      | 2006年10月13日 | 後7回だけのH!           | 佐藤源太 | 4.7%   |
| 第2話                                                      | 2006年10月20日 | 今夜、部屋に来て        | 佐藤源太 | 3.1%   |
| 第3話                                                      | 2006年10月27日 | 綺麗な体を汚す…         | 高丸雅隆 | 4.6%   |
| 第4話                                                      | 2006年11月3日  | 私、結婚したいよ        | 高丸雅隆 | 4.3%   |
| 第5話                                                      | 2006年11月10日 | H抜きで愛せる!?         | 佐藤源太 | 4.0%   |
| 第6話                                                      | 2006年11月17日 | 遂に初体験の夜…         | 佐藤源太 | 4.3%   |
| 第7話                                                      | 2006年11月24日 | 妊娠の予感…別れ         | 石川淳一 | 3.5%   |
| 第8話                                                      | 2006年12月1日  | 私が産んであげる        | 松木創   | 5.3%   |
| 第9話                                                      | 2006年12月8日  | プロポーズの誤算        | 石川淳一 | 4.5%   |
| 第10話                                                     | 2006年12月15日 | 破局のキスと花束        | 石川淳一 | 3.8%   |
| 第11話                                                     | 2006年12月22日 | 虹玉…最後の一発（前編） | 佐藤源太 | 3.6%   |
| 最終話                                                     | 2006年12月22日 | 虹玉…最後の一発（後編） | 佐藤源太 | 3.6%   |
| 平均視聴率 4.15%（視聴率は関東地区・ビデオリサーチ社調べ） |                |                         |          |        |

### ネット局
| 放送対象地域   | 放送局                     | 系列           | 放送曜日及び放送時間                            | 放送日の遅れ |
| -------------- | -------------------------- | -------------- | ----------------------------------------------- | ------------ |
| 関東広域圏     | テレビ東京（TX）【製作局】 | テレビ東京系列 | 金曜 24時12分 - 24時53分                        | ---          |
| 北海道         | テレビ北海道（TVh）        | テレビ東京系列 | 金曜 24時12分 - 24時53分                        | ---          |
| 愛知県         | テレビ愛知（TVA）          | テレビ東京系列 | 金曜 24時12分 - 24時53分                        | ---          |
| 岡山県・香川県 | テレビせとうち（TSC）      | テレビ東京系列 | 金曜 24時12分 - 24時53分                        | ---          |
| 福岡県         | TVQ九州放送（TVQ）         | テレビ東京系列 | 金曜 24時12分 - 24時53分                        | ---          |
| 大阪府         | テレビ大阪（TVO）          | テレビ東京系列 | 木曜 24時12分 - 24時53分                        | 13日遅れ     |
| 富山県         | チューリップテレビ（TUT）  | TBS系列        | 水曜 24時50分 - 26時10分                        | 12日遅れ     |
| 山形県         | テレビユー山形（TUY）      | TBS系列        | 木曜 25時55分 - 26時30分                        | 47日遅れ     |
| 山口県         | テレビ山口（TYS）          | TBS系列        | 毎週金曜 24時35分 - 26時35分（3話連続集中放送） | 4ヶ月遅れ    |
| 福島県         | 福島中央テレビ（FCT）      | 日本テレビ系列 | 金曜 25時45分 - 26時25分                        | 約6ヶ月遅れ  |
| 広島県         | 広島ホームテレビ（HOME）   | テレビ朝日系列 | 土曜 25時10分 - 25時50分                        | 1年6ヶ月遅れ |

- チューリップテレビは年末年始の特番などによる編成の都合で大きな遅れが生じたが毎週2話連続で放送したため最終話は12日遅れとなった。

| テレビ東京 ドラマ24                  | テレビ東京 ドラマ24                           | テレビ東京 ドラマ24             |
| 前番組                               | 番組名                                        | 次番組                          |
| ------------------------------------ | --------------------------------------------- | ------------------------------- |
| 怨み屋本舗 （2006.7.14 - 2006.9.29） | クピドの悪戯 虹玉 （2006.10.13 - 2006.12.22） | Xenos （2007.1.12 - 2007.3.30） |

## 読切版
連載版『虹玉』と同じく奇病・虹玉を題材とした読切が2編描かれ、いずれも『週刊ヤングサンデー (YS) 』の増刊号で発表されている。

### 虹玉ポンチ
「虹玉ポンチ」は連載版『虹玉』の元となった読切作品で、〈クピドの悪戯〉シリーズの第1弾。『YS』2004年2月増刊号に掲載。ヤングサンデーコミックス『さくらんぼシンドローム クピドの悪戯II』の9巻に併録されている。
弁当工場で主任として働く青年名越克彦を主人公とし、虹玉を発症した名越が虹玉の発症を知る同期入社の伊波と、工場でアルバイトする大学生高田陽子との間で揺れる様を描く。
登場人物は職業等も含め『虹玉』とは異なる設定となっているが、虹玉を発症した男の主人公が年下の恋人と同年の女友達の間で揺れながらも女友達を選び、最後の赤玉を子作りのために使うという『虹玉』の基本プロットは既にこの「虹玉ポンチ」で出来上がっている。狂言回しである仙堂寺徳子が既に登場しており、「虹玉」作中においては「虹玉」が「虹玉ポンチ」と世界設定を共有した後日の話である事が示唆されている。
以降のシリーズ作品では主人公が「むっちゃん」で統一されているが、本作の主人公はまだ「むっちゃん」ではない。

### 虹玉ボンボン
「クピドの悪戯・虹玉ボンボン」は〈クピドの悪戯〉シリーズの第4弾。『虹玉』のTVドラマ化に合わせ『YS』2007年1月増刊号に掲載された。北崎はいずれ続編を描くつもりの第1話として本作を作成していたが、掲載誌である『YS』が休刊となり続編のめどが立たなくなったためヤングサンデーコミックス『さくらんぼシンドローム クピドの悪戯II』の11巻に併録される事となった。
春から中学生となる12歳の少年武藤勇介を主人公とし、精通間もなく虹玉を発症した武藤が親友である幼馴染みの女の子小巻麻琴との関係そして麻琴の姉である美鈴への恋心に葛藤する「少年少女の性の目覚め」を描く。

## 書誌情報
全て著者は北崎拓、発行は小学館のヤングサンデーコミックスより。
- 『クピドの悪戯 「虹玉」』[注 1]
  1.  2005年4月5日第1刷発行（3月4日発売[小 1]）、ISBN 4-09-153201-2 
  2.  2005年4月5日第1刷発行（3月4日発売[小 2]）、ISBN 4-09-153202-0 
  3.  2005年7月5日第1刷発行（6月3日発売[小 3]）、ISBN 4-09-153203-9 
  4.  2005年10月5日第1刷発行（9月5日発売[小 4]）、ISBN 4-09-153204-7 
  5.  2006年1月5日第1刷発行（前年12月5日発売[小 5]）、ISBN 4-09-153205-5 
  6.  2006年4月5日第1刷発行（3月3日発売[小 6]）、ISBN 4-09-151066-3 
  7.  2006年7月5日第1刷発行（6月5日発売[小 7]）、ISBN 4-09-151088-4
- 『さくらんぼシンドローム クピドの悪戯II』
  1. 2008年11月4日第1刷発行（10月30日発売[小 8]）、ISBN 978-4-09-151388-5

  1. 2009年3月4日第1刷発行（2月27日発売[小 9]）、ISBN 978-4-09-151418-9